# Canale d'Agordo
Canale d'Agordo (cũng có tên là Forno di Canale cho đến năm 1964) là một thị trấn ở tỉnh Belluno, vùng Veneto, phía bắc Italia. Dân số đô thị này là 1.230 người. Giáo hoàng John Paul I (tên lúc sinh là Albino Luciani) sinh ra ở Canale d'Agordo.

## Reference
- Papaluciani link to Canale d'Agordo Lưu trữ ngày 6 tháng 7 năm 2008 tại Wayback Machine (tiếng Ý)